# مدفورد (مینه‌سوتا)
مدفورد، مینه‌سوتا (به انگلیسی: Medford, Minnesota) یک شهر در ایالات متحده آمریکا است که در شهرستان استیل واقع شده‌است.

## خصوصیات
مدفورد ۲٫۹۸ کیلومترمربع مساحت و ۱٬۲۳۹ نفر جمعیت دارد و ۳۳۵ متر بالاتر از سطح دریا واقع شده‌است.